# Tongjiang (Heilongjiang)
Pour les articles homonymes, voir Tongjiang.
Tongjiang (同江 ; pinyin : Tóngjiāng) est une ville de la province du Heilongjiang en Chine. C'est une ville-district placée sous la juridiction de la ville-préfecture de Jiamusi.

## Démographie
La population du district était de 161 666 habitants en 1999.

## Transport
Tongjiang (gare de Tunczian) est désormais relié à la Russie par un nouveau pont ferroviaire, jusqu'à la gare de Nizhneleninskoye (Нижнеленинское) – nommée Mihailo-Semenovskaia jusqu'en 1937.